# 阿妮塔·贝尔维特
阿妮塔·贝尔维特（德語：Anita Bärwirth，1918年8月30日—1994年7月13日），德国女子竞技体操运动员。她曾代表德国参加1936年夏季奥林匹克运动会体操比赛，获得女子团体全能金牌。